# Vladimír Coufal
Vladimír Coufal (Ostrava, 22. kolovoza 1992.) češki je nogometaš koji igra na poziciji desnog beka. Trenutačno igra za Hoffenheim.

## Klupska karijera

### Hlučín
Coufal je svoju seniorsku karijeru započeo u Hlučínu za koji je debitirao malo prije svojeg 18. rođendana u drugoligaškoj utakmici protiv Dukle Prag. Tijekom sezone 2010./11. Coufal je nastupao 11 puta za klub.

#### Opava (posudba)
Tijekom sezone 2011./12. bio je posuđen drugoligaškom klubu Opavi za koju je igrao 13 puta te postigao jedan gol.

### Slavia Prag
Dana 1. srpnja 2018. potpisao je trogodišnji ugovor s prvoligašem Slavijom Prag. S klubom je osvojio ligu u dva navrata: 2018./19. i 2019./20.

### West Ham United
Dana 2. listopada 2020. prešao je u West Ham United za 5,4 milijuna eura. S klubom je potpisao trogodišnji ugovor. Za klub je debitirao 4. listopada 2020. u utakmici FA Premier lige 2020./21. protiv Leicester Cityja koji je poražen 3:0. Za West Ham United sveukupno je odigrao 180 utakmica.

### Hoffenheim
S Hoffenheimom je kao slobodni igrač 5. kolovoza 2025. potpisao jednogodišnji ugovor.

## Reprezentativna karijera
Za Češku je debitirao 11. studenog 2017. u prijateljskoj utakmici protiv Katara kojeg je Češka dobila s minimalnih 1:0. Svoj prvi gol i asistenciju za reprezentaciju postigao je u utakmici UEFA Lige nacija 2020./21. protiv Slovačke koja je izgubila susret 1:3.

## Vanjske poveznice
- Vladimír Coufal  Arhivirana inačica izvorne stranice od 10. lipnja 2021. (Wayback Machine), Češki nogometni savez
- Vladimír Coufal, Fotbal DNES
- Vladimír Coufal, Soccerway
- Vladimír Coufal, National-Football-Teams.com‎ (engl.)